# Efeito Josephson
O efeito Josephson é um efeito físico que se manifesta pela aparição de uma corrente eléctrica que flui através de dois supercondutores fracamente interligados, separados apenas por uma barreira isolante muito fina. Esta disposição é conhecida como uma Junção Josephson e a corrente que atravessa a barreira é chamada de Corrente Josephson. Esses termos foram criados depois que o físico britânico Brian David Josephson previu a existência do efeito em 1962, e um ano mais tarde, foram comprovadas por Anderson e Rowell. Estes trabalhos valeram a Josephson o prémio Nobel da Física em 1973, juntamente com Leo Esaki e Ivar Giaever.
Este fenômeno tem aplicações muito importantes nos Circuitos Quânticos, tais como os SQUIDs.

## O Efeito
As equações básicas que regem a dinâmica do efeito Josephson são
{\displaystyle U(t)={\frac {\hbar }{2e}}{\frac {\partial \phi }{\partial t}}} (equação da evolução da fase de supercondução)
{\displaystyle {\frac {}{}}I(t)=I_{c}\sin(\phi (t))} (Josephson ou relação Corrente-Fase no elo fraco)
onde {\displaystyle \displaystyle U(t)} e {\displaystyle \displaystyle I(t)} são a tensão e corrente através da junção de Josephson, {\displaystyle \displaystyle \phi (t)} é a "diferença de fase" através da junção(i.e., a diferença no Fator fase, ou, argumento complexo, entre os parâmetros de ordem complexa de Ginzburg-Landau dos dois supercondutores da junção), e {\displaystyle \displaystyle I_{c}} é uma constante, chamda corrente crítica da junção. A corrente critica é um importante parâmetro fenomenológico do dispositivo que pode ser afetado pela temperatura tão bem quanto por um campo magnético. A constante física, {\displaystyle {\frac {h}{2e}}} é o fluxo magnético quântico, o inverso do que é a constante Josephon.
Os três principais efeitos previstos por Josephson seguem das seguintes relações:
1. O efeito CC Josephson. Ele faz referência ao fenômeno de uma corrente continua através de um isolante na falta de um campo eletromagnética externo, devido ao tunelamento. Esta corrente contínua de Josephson é proporcional ao seno da diferença da fase do isolante, e pode ter valores entre {\displaystyle \displaystyle -I_{c}} e {\displaystyle \displaystyle I_{c}}.
2. O efeito CA Josephson. Com uma tensão constante {\displaystyle \displaystyle U_{DC}} através das junções, a fase irá variar linearmente com o tempo e a corrente será uma corrente alternada com amplitude {\displaystyle \displaystyle I_{c}} e freqüência {\displaystyle {\frac {2e}{h}}\cdot U_{DC}}. A expressão completa para a corrente {\displaystyle I_{ext}} se torna {\displaystyle I_{ext}=C_{J}{\frac {dv}{dt}}+I_{J}sin\phi +{\frac {V}{R}}}. Isto significa que uma junção pode atuar como um perfeito conversor tensão para freqüência.
3. O efeito reverso CA Josephson. Se a fase toma a forma {\displaystyle \displaystyle \phi (t)=\phi _{0}+n\omega t+a\sin(\omega t)}, a tensão e corrente serão

```
 

  

    

      

        
U

        
(

        
t

        
)

        
=

        

          

            
ℏ

            

              
2

              
e

            

          

        

        
ω

        
(

        
n

        
+

        
a

        
cos

        
⁡

        
(

        
ω

        
t

        
)

        
)

        
,

        
 

        
 

        
 

        
I

        
(

        
t

        
)

        
=

        

          
I

          

            
c

          

        

        

          
∑

          

            
m

            
=

            
−

            
∞

          

          

            
∞

          

        

        

          
J

          

            
m

          

        

        
(

        
a

        
)

        
sin

        
⁡

        
(

        

          
ϕ

          

            
0

          

        

        
+

        
(

        
n

        
+

        
m

        
)

        
ω

        
t

        
)

      

    

    
{\displaystyle U(t)={\frac {\hbar }{2e}}\omega (n+a\cos(\omega t)),\ \ \ I(t)=I_{c}\sum _{m=-\infty }^{\infty }J_{m}(a)\sin(\phi _{0}+(n+m)\omega t)}

  

```

E os componentes CC serão
```

  

    

      

        

          
U

          

            
D

            
C

          

        

        
=

        
n

        

          

            
ℏ

            

              
2

              
e

            

          

        

        
ω

        
,

        
 

        
 

        
 

        
I

        
(

        
t

        
)

        
=

        

          
I

          

            
c

          

        

        

          
J

          

            
−

            
n

          

        

        
(

        
a

        
)

        
sin

        
⁡

        

          
ϕ

          

            
0

          

        

      

    

    
{\displaystyle U_{DC}=n{\frac {\hbar }{2e}}\omega ,\ \ \ I(t)=I_{c}J_{-n}(a)\sin \phi _{0}}

  

```

Portanto, para diferentes tensões CC, a junção pode carregar uma corrente CC e atuar como um perfeito conversor freqüência para tensão.

## Aplicações
Foram encontrados muitos para o efeito Josephson, como por exemplo nas seguintes áreas:
- SQUIDs(Superconducting Quantum Interference Devices), são Magnetómetros muito sensíveis que operam através do efeito Josephson. Eles são amplamente usados em ciência e engenharia.
- Transistores de um elétron (Single-electron transistors) são normalmente construídos com materiais supercondutores, que possibilitam o uso da junção Josephson para alcançar os efeitos de um transistor de um elétron. O dispositivo resultante é chamado de "transistor supercondutor de um elétron".[4]